# S-Adenosil metionina
La S-Adenosil metionina (SAM) és un co-substrat comú implicat en les transferències del grup metil, trans-sulfuració, i aminopropilació. Tot i que aquestes reaccions anabòliques ocorren en tot el cos, la majoria de SAM és produïda i també consumida en el fetge. Es coneixen més de 40 transferències de grup metil on intervé la SAM, en presència de diversos substrats com àcids nucleics, proteïnes, lípids i metabòlits secundaris. És formada a partir de trifosfat d'adenosina (ATP) i metionina per mitjà de l'acció de l'enzim metionina adenosiltransferasa (EC 2.5.1.6). La SAM va ser descoberta a Itàlia per Giulio Cantoni l'any 1952.
En bacteris, la SAM esta enllaçada al ribointerruptor SAM, que regula els gens implicats en la biosíntesi de metionina o cisteïna.

## Bioquímica de laS-adenosil metionina

Cicle de la SAM.

### Cicle de la SAM
Les reaccions que produeixen, consumeixen, i regeneren SAM són anomenades cicle de la SAM. En la primera etapa d'aquest cicle, les metiltransferases (EC 2.1.1) que utilitzen la SAM com a substrat produeixen S-adenosil homocisteïna (SAH). Aquest producte és hidrolitzat a homocisteïna i adenosina mitjançant l'acció de la S-adenosilhomocisteïnasa (EC 3.3.1.1 Arxivat 2011-06-22 a Wayback Machine.) i l'homocisteïna és reciclada a metionina a través de la transferència d'un grup metil originari del 5-metiltetrahidrofolat, per l'acció d'una de les dues classes de metionina sintases (depenent de la cobalamina (EC 2.1.1.13 Arxivat 2011-06-22 a Wayback Machine.) o independent de la cobalamina (EC 2.1.1.14)). Aquesta metionina llavors pot ser també convertida en SAM, completant el cicle. En l'etapa limitant del cicle de la SAM, la metilenetetrahidrofolat reductasa (MTHFR) redueix irreversiblement el 5,10-metilenetetrahidrofolat a 5-metiltetrahidrofolat.

### Enzims radical SAM
Un gran nombre d'enzims que contenen clústers ferro-sofre escindeixen la SAM d'una manera reductora per produir un radical 5′-deoxiadenosil com a producte intermedi. Aquests enzims són anomenats enzims radical SAM (en anglès radical SAM enzymes). La majoria d'enzims amb aquesta capacitat comparteixen una regió de seqüència homòloga que inclou el motiu CxxxCxxC o una variant molt semblant. El radical intermedi permet als enzims actuar en una àmplia varietat de reaccions químiques inusuals. Els exemples d'enzims radical SAM inclouen spore photoproduct lyase, activases de piruvat format liasa i sulfatases anaeròbiques, modificador de pèptids, formadors de clústers de metal·loproteïna, modificadors de ARNt, etc. Alguns enzims radical SAM utilitzen una segona SAM com a donador de metil. Els enzims radical SAM són molt més abundants en bacteris anaeròbics que en organismes aeròbics.

### Biosíntesi de poliamina
Una altra funció important de la SAM és la biosíntesi de la poliamina. En aquest cas, la SAM és descarboxilada per l'acció de l'adenosilmetionina descarboxilasa (EC 4.1.1.50 Arxivat 2011-06-22 a Wayback Machine.) per formar S-adenosilmetioninamina. Aquest compost llavors és el donant de n-propilamina en la biosíntesi de poliamines com ara espermidina i espermina a partir de putrescina.
La SAM és un requisit pel creixement i reparació cel·lular. És també implicada en la biosíntesi de diverses hormones i neurotransmissors que afecten l'estat d'ànim, com ara l'epinefrina. Les metiltransferases també són responsables de l'addició de grups metil a la posició 2'hidroxil en els dos primers nucleòtids de l'extrem 5' en ARN missatgers.

## Usos terapèutics
Certs estudis científics, incloent múltiples assaigs clínics, han indicat que la ingesta de SAM de manera regular pot ajudar a combatre la depressió, les malalties hepàtiques i el dolor causat per l'artrosi. Totes les altres indicacions no han estat encara suficientment ben demostrades.
Primerament, una petita d'evidència va suggerir que els nivells anòmalament baixos de SAM endògena podien tenir una funció important en el desenvolupament de la malaltia d'Alzheimer, i que per això la SAM podria tenir potencial terapèutic en el tractament d'aquesta malaltia. Tanmateix, la recerca científica més recent ha indicat que aquest efecte és probablement a causa de la deficiència de vitamina B₁₂, que resulta en defectes neurològics a causa de la incapacitat per dur a terme una transferència de carboni (amb folat) en l'absència de B₁₂. Nivells severament baixos de SAM han estat observats en el líquid cefalorraquidi i en totes les regions cerebrals de pacients de la malaltia d'Alzheimer.
La SAM ha estat estudiada com a possible tractament de l'artrosi, perquè aquesta substància redueix el dolor associat amb la malaltia. Tot i que encara no hi ha una dosi òptima determinada, la SAM sembla tan eficaç com el fàrmacs antiinflamatoris no esteroidals. Tanmateix, fan falta més estudis científics per confirmar aquests descobriments.
La SAM és comercialitzada sota els noms de Gumbaral, Samyr, Adomet, Heptral, Agotan, Donamet, Isimet i Admethionine a Rússia, Itàlia i altres països de la Unió Europea.

## Aplicacions en el descobriment i desenvolupament de fàrmacs
Estudis recents han revelat que les metiltransferases implicades en la metilació d'agents anticancerosos naturals usen anàlegs de SAM que tenen grups alquil alternatius reemplaçant el grup metil. El procés de desenvolupament d'una via senzilla per generar i utilitzar anàlegs de SAM amb grups alquil diferenciats en el context del descobriment i desenvolupament de fàrmacs és anomenat alquilrandomització (en anglès alkylrandomization).

## Formes, úsos i efectes adversos

### Formes orals
La SAM ingerida oralment aconsegueix pics de concentració en el plasma sanguini entre tres i cinc hores després de la ingesta d'una pastilla amb recobriment entèric (400–1000 mg). La vida mitjana és aproximadament 100 minuts. En el cas de l'artrosi, es pot necessitar fins a un mes perquè el tractament sigui efectiu. Com que l'estructura química de la SAM és inestable, cal l'ús de sals estable de SAM com a fàrmac oral. La Universitat de Maryland (EUA) ha creat una llista de les sals utilitzades més comunes: tosilat, butandisulfonat, disulfat tosilat, disulfat ditosilat i disulfat monotosilat.

### Formes injectables
La SAM injectable, comercialitzada per Abbott sota el nom de Heptral, es troba disponible a Rússia. La biodisponibilitat de la SAM injectada intramuscularment és de 96% (comparada amb el 5% de la forma oral).

### Ús
La SAM és més absorbida amb l'estómac buit. Les pastilles amb recobriment entèric empaquetades en alumini (impedeix que hi toqui la llum) tenen millor estabilitat i absorció. La SAM hauria de ser emmagatzemada en un lloc fresc i sec per impedir la seva descomposició.

### Efectes adversos
Els trastorns gastrointestinals, la dispèpsia i l'ansietat poden ocórrer amb el consum de SAM. Els efectes de llarg termini són desconeguts. Però s'ha de tenir en compte que la SAM és un agent alquilant dèbil d'ADN.

### Interaccions i contraindicacions
Prendre SAM a la mateixa vegada que alguns fàrmacs pot augmentar el risc de síndrome serotoninèrgica, una condició potencialment perillosa causada per l'excés de serotonina en el cos. Aquests fàrmacs inclouen dextrometorfan (Robitussin), meperidina (Demerol), pentazocina (Talwin), i tramadol (Ultram). La SAM també pot interaccionar amb antidepressius augmentant el risc de patir els seus efectes secundaris i reduir l'efectivitat de la levodopa pel tractament de la malaltia de Parkinson.

## Noms alternatius
1. ↑  SAM-e, SAMe, SAM, S-Adenosil-L-metionina, AdoMet, ademetionina